# Коркуа
Коркуа́ (фр. Corquoy) — коммуна во Франции, находится в регионе Центр. Департамент — Шер. Входит в состав кантона Шатонёф-сюр-Шер. Округ коммуны — Сент-Аман-Монтрон.
Код INSEE коммуны — 18073.

## География
Коммуна расположена приблизительно в 220 км к югу от Парижа, в 120 км южнее Орлеана, в 23 км к югу от Буржа.
По территории коммуны протекает река Шер.

## Население
Население коммуны на 2008 год составляло 238 человек.
| 1962 | 1968 | 1975 | 1982 | 1990 | 1999 | 2008 |
| ---- | ---- | ---- | ---- | ---- | ---- | ---- |
| 228  | 250  | 222  | 216  | 236  | 207  | 238  |

## Экономика
Основу экономики составляют лесное и сельское хозяйство.
В 2007 году среди 142 человек в трудоспособном возрасте (15-64 лет) 98 были экономически активными, 44 — неактивными (показатель активности — 69,0 %, в 1999 году было 74,4 %). Из 98 активных работали 89 человек (48 мужчин и 41 женщина), безработных было 9 (4 мужчины и 5 женщин). Среди 44 неактивных 15 человек были учениками или студентами, 16 — пенсионерами, 13 были неактивными по другим причинам.

## Достопримечательности
- Церковь Сен-Мартен (XII век). Исторический памятник с 1926 года[3]
- Часовня монастыря Гранмон (XII век). Исторический памятник с 1926 года[4]

## Фотогалерея

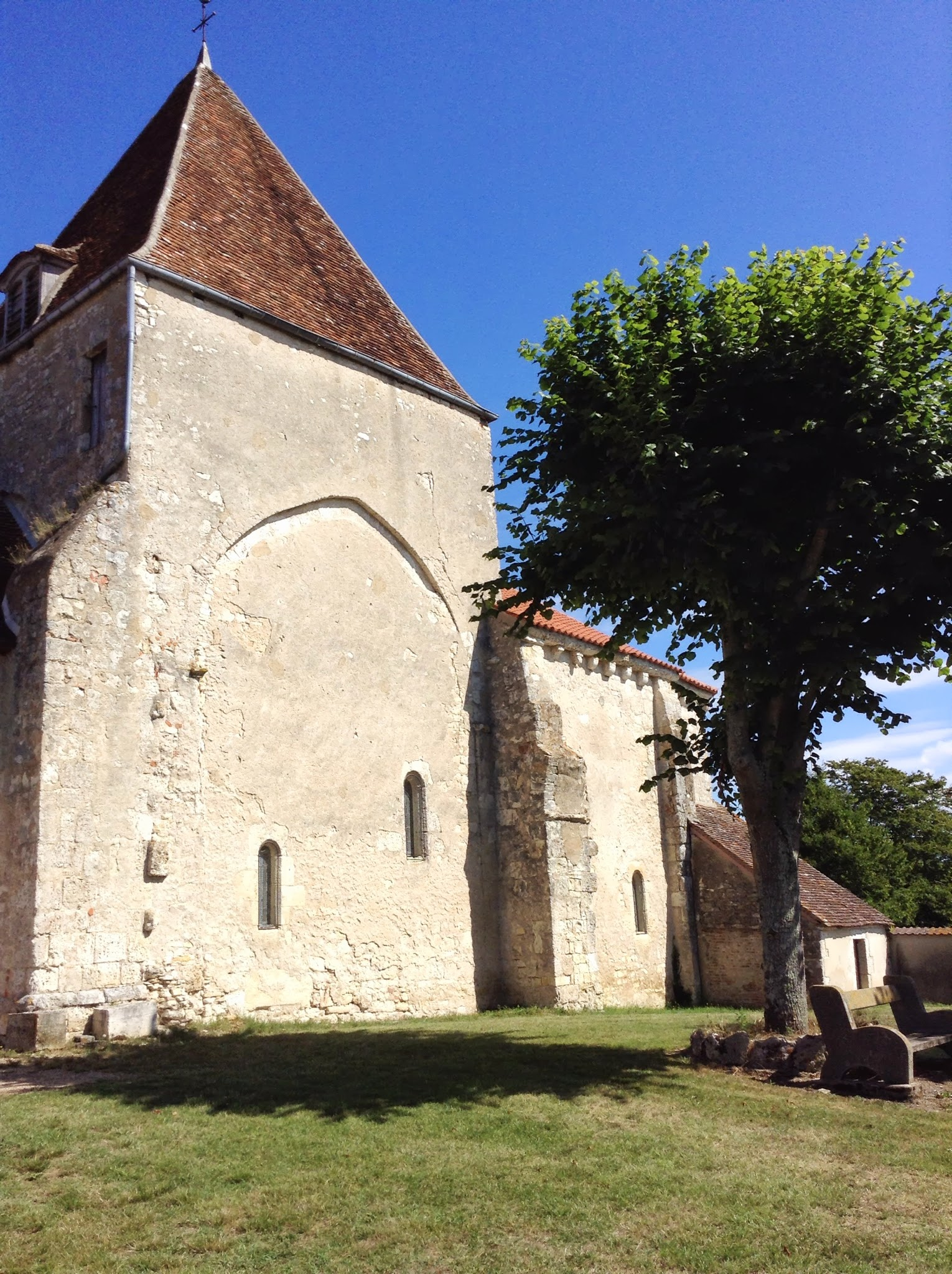
Церковь Сен-Мартен
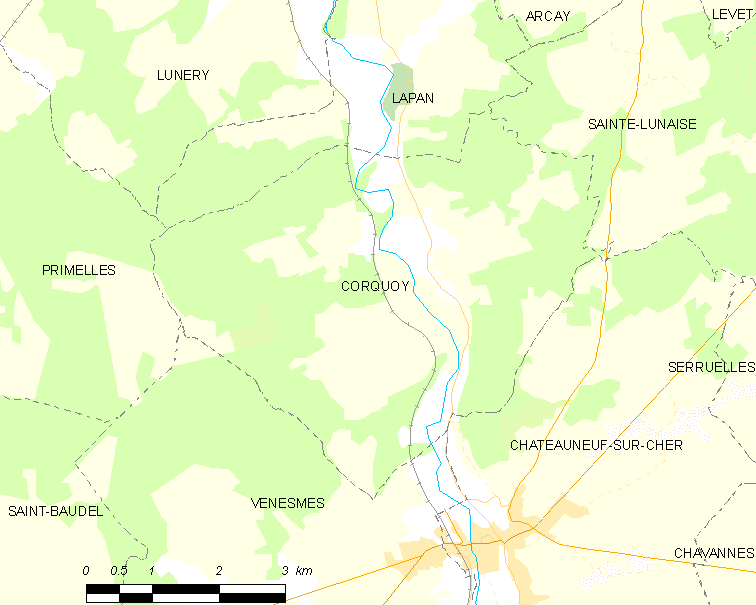
Карта коммуны